# Falls Creek
Falls Creek es un borough ubicado en los condados de Jefferson y Clearfield en el estado estadounidense de Pensilvania. En el año 2000 tenía una población de 983 habitantes y una densidad poblacional de 399 personas por km².

## Geografía
Falls Creek se encuentra ubicado en las coordenadas 41°8′37″N 78°48′12″O / 41.14361, -78.80333.

## Demografía
Según la Oficina del Censo en 2000 los ingresos medios por hogar en la localidad eran de $30,455 y los ingresos medios por familia eran $39,219. Los hombres tenían unos ingresos medios de $33,417 frente a los $19,732 para las mujeres. La renta per cápita para la localidad era de $16,410. Alrededor del 9.5% de la población estaba por debajo del umbral de pobreza.